# داوود اسدی
داوود اسدی (۶ آذر ۱۳۴۸ – ۳ فروردین ۱۳۸۷) بازیگر تلویزیون و سینما بود. او با بازی در برنامهٔ طنز ساعت خوش معروف شد که در این برنامه، یکی از نویسندگان آیتم‌ها هم بود. وی در تهران به فعالیت هنری اشتغال داشت.

## درگذشت

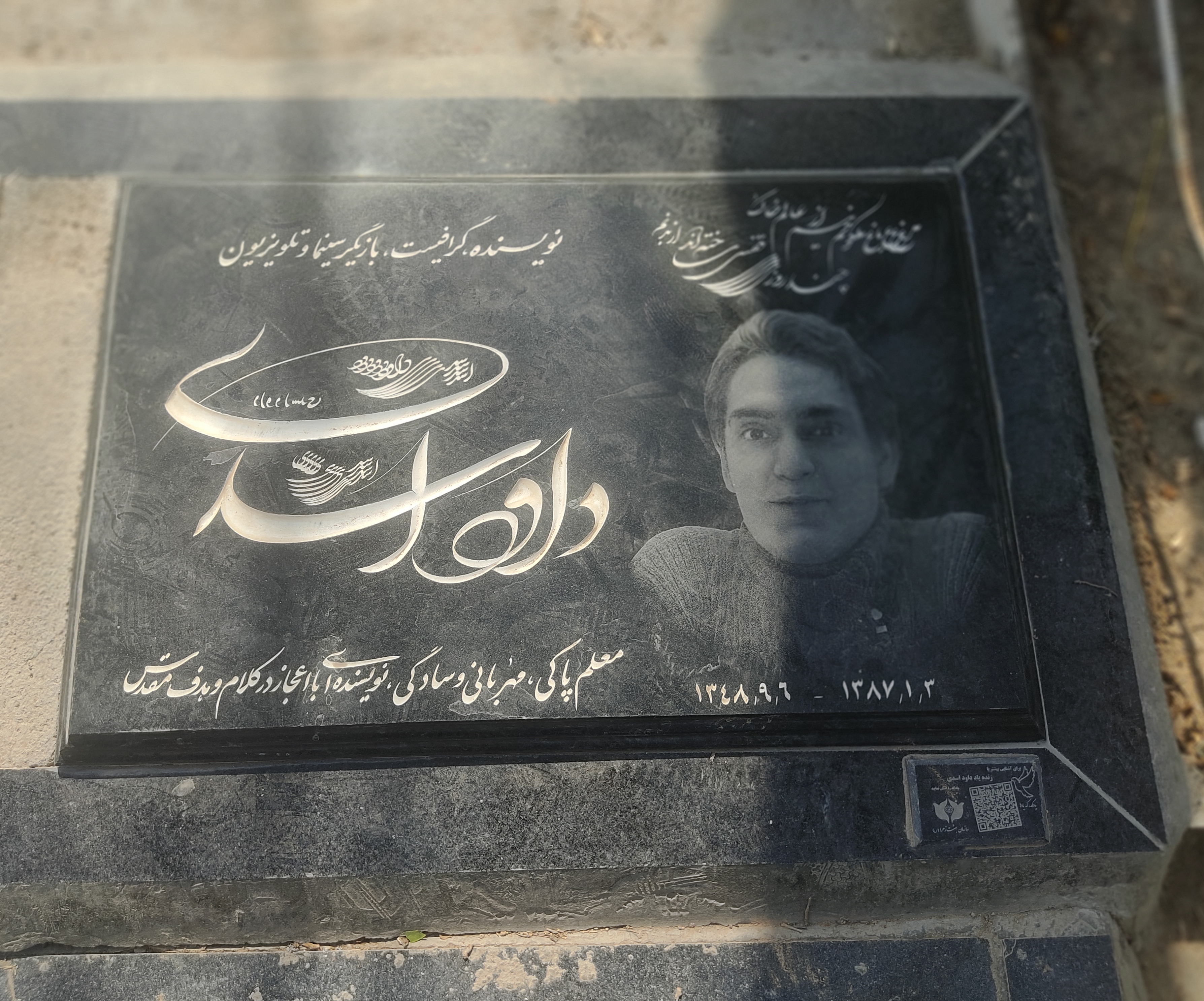
قبر داوود اسدی در قطعه هنرمندان بهشت زهرا

داوود اسدی ساعت ۲:۱۰ دقیقهٔ بامداد روز شنبه ۳ فروردین ۱۳۸۷ در سن ۳۹ سالگی بر اثر سکته قلبی درگذشت. پیکرش در بهشت زهرا به خاک سپرده شد.

## فیلم‌شناسی

### سینما
1. مامان بریم خواستگاری (۱۳۸۶)
2. سرحد (۱۳۷۵)
3. مادرم گیسو (۱۳۷۴)
4. دیدار (۱۳۷۳)

### تلویزیون
| سال       | نام                                    | سمت             | کارگردان                   | توضیحات                              |
| --------- | -------------------------------------- | --------------- | -------------------------- | ------------------------------------ |
| ۱۳۸۷      | تلفن همراه                             | بازیگر          | مسعود تکاور                | بازی او در این سریال نیمه تمام ماند. |
| ۱۳۸۶      | خط شکن                                 | بازیگر          | مسعود تکاور                | در سال ۱۳۸۷ پخش شد.                  |
| ۱۳۸۶      | تله فیلم «بختک»                        | نویسنده         | یوسف تیموری                | در سال ۱۳۸۷ از شبکه ۳ پخش شد.        |
| ۱۳۸۶      | کتاب فروشی هدهد                        | بازیگر مهمان    | مرضیه برومند               |                                      |
| ۱۳۸۶      | تله‌فیلم «دربست تا بهشت»                | بازیگر          | حسین تبریزی                | ۲۱ مهرماه ۱۳۸۶، از شبکه ۲ پخش شد.    |
| ۱۳۸۵      | نرگس                                   | بازیگر          | سیروس مقدم                 | شبکه ۳                               |
| ۱۳۸۳      | صد و یک راه برای ذله کردن پدر و مادرها | بازیگر          | حجت قاسم‌زاده اصل           | شبکه تهران                           |
| ۱۳۷۸      | کاشانه                                 | بازیگر          | قاسم جعفری                 | شبکه ۳                               |
| ۱۳۷۷      | گل‌های ۷۷                               | بازیگر          | مهران غفوریان              | در نوروز ۷۸ پخش شد                   |
| ۱۳۷۷      | از خواستگاری تا ازدواج                 | بازیگر          | فرزاد اژدری                | شبکه ۲                               |
| ۱۳۷۶      | گل‌های آفتابگردان                       | بازیگر          | مسعود شامحمدی              | پخش از برنامه سیمای خانواده          |
| ۱۳۷۶      | زیر یک سقف                             | بازیگر          | عبدالله صادقی              | پخش از برنامه سیمای خانواده          |
| ۱۳۷۶      | تله تئاتر «تله موش»                    | بازیگر          | حسن فتحی، ساسان امیرپور    | شبکه ۲                               |
| ۱۳۷۵      | خاله خانم                              | بازیگر          | شیرین جاهد، منوچهر پوراحمد | نوروز ۱۳۷۶ هر شب از شبکه ۱ پخش می‌شد  |
| ۱۳۷۴      | زائر غریب                              | بازیگر          | اکبر صادقی                 | نویسنده: «بهمن زرین‌پور»              |
| ۱۳۷۴      | نوروز ۷۴                               | بازیگر          | مهران مدیری                | ویژه‌برنامهٔ نوروز ۷۴                  |
| ۱۳۷۴–۱۳۷۳ | ساعت خوش                               | نویسنده، بازیگر | مهران مدیری                | شبکه ۲                               |
| ۱۳۷۲      | پرواز ۵۷                               | نویسنده، بازیگر | مهران مدیری                | دهه فجر ۱۳۷۲ - شبکه ۳                |
| ۱۳۷۲      | نوروز ۷۲                               | نویسنده، بازیگر | داریوش کاردان              | شبکه ۱                               |